# 🇩🇬
🇩🇬 is een Unicode vlagsequentie emoji die gebruikt wordt als regionale indicator voor Diego Garcia. De meest gebruikelijke weergave is die van de vlag van het Brits Indische Oceaanterritorium, maar op sommige platforms (waaronder Microsoft Windows) ziet men de letters DG.
De vlagsequentie is opgebouwd uit de combinatie van de Regional Indicator Symbols 🇩 (U+1F1E9) en 🇬 (U+1F1EC), tezamen de ISO 3166-1 alpha-2 code DG voor Diego Garcia vormend.
Deze emoji is in 2010 geïntroduceerd met de Unicode 6.0-standaard.

## Gebruik
Deze emoji wordt gebruikt als regionale aanduiding van Diego Garcia.

## Codering

De Twemoji-implementatie

### Unicode
In Unicode vindt men de 🇩🇬 met de codesequentie U+1F1E9 U+1F1EC (hex).

### Shortcode
Er zijn shortcodes voor 🇩🇬; in Github kan deze opgeroepen worden met :diego_garcia:, in Slack kan het karakter worden opgeroepen met de code :flag-dg:.